# Saturna Island
Saturna Island ist eine rund 31 km² große Insel, die zu den Gulf Islands der kanadischen Provinz British Columbia zählt. Sie ist die östlichste der Gulf Islands und daher von drei Seiten von der kanadisch-amerikanischen Grenze umgeben; zur sie umgebenden Inselgruppe, den Outer Islands, zählen auch Tumbo, Cabbage und Mayne Island sowie weitere Eilande. Die Hälfte der Insel gehört zum Gulf Islands National Park Reserve, einem 2003 gegründeten Schutzgebiet, das zuvor bestehende Provinzparks, eine sogenannte Ecological Reserve und Kronland umfasst. Höchster Berg der Insel ist der 397 m hohe Mt. Warburton Pike. An der Südküste befindet sich einer der letzten Urwälder im Süden Kanadas, der aus Bäumen des gemäßigten Regenwalds, wie Douglasien und Garry-Eichen besteht.
Verwaltungstechnisch gehört die Insel zum Capital Regional District und bildet dort, u. a. zusammen mit Galiano Island, Mayne Island, North und South Pender Island, den Bezirk Capitel G. Die Einwohnerzahl beträgt 335, im Sommer liegt diese Zahl um ein Mehrfaches höher.

## Geschichte
Die hier als Late Wisconsinan, Fraser Glaciation bezeichnete letzte Vergletscherung dauerte etwa von 30.000 bis 10.000 v. Chr. Dabei erreichte die größte Vereisung die Provinz im Vashon Stade (18.000–12.000 C-14-Jahre). Die vom Küstengebirge träge abwärts fließenden Eismassen bedeckten den Küstensaum in einer Höhe von 2000 m, der Meeresspiegel lag um Saturna Island 11 m tiefer als heute. Die tiefer gelegenen Lowlands wurden vor 12.500 bis 13.000 Jahren eisfrei. Um 10.000 v. Chr. schmolzen die Eismassen in der Region im Südosten von Vancouver Island letztmals ab. Danach waren die Inseln für ca. 500 bis 1000 Jahre unter Wasser getaucht. Vor 9.500 Jahren erreichte die Ausdehnung der Eisgebiete die heutigen Abmessungen. Dabei hob sich das vom Eisdruck befreite Land um Vancouver um rund 300 m. Um Saturna Island stieg der Meeresspiegel hingegen um 150 m, so dass nur die höchsten Gipfel aus dem Wasser ragten und kleine Inseln bildeten. Nachdem der Meeresspiegel wieder gefallen bzw. das vom Eis befreite Land stark gehoben worden war, verdrängte Regenwasser das eingedrungene Salzwasser.
Den auf der Insel lebenden Küsten-Salish war die Insel unter dem Namen „Lange Nase“ bekannt, der heute gebräuchliche Name geht auf den Schoner Santa Saturnina zurück. Das Schiff unterstand Kapitän José María Narváez, der 1791 die Küste erforschte. Schon  Dionisio Alcalá Galiano übertrug 1792 den Schiffsnamen auf die Insel.

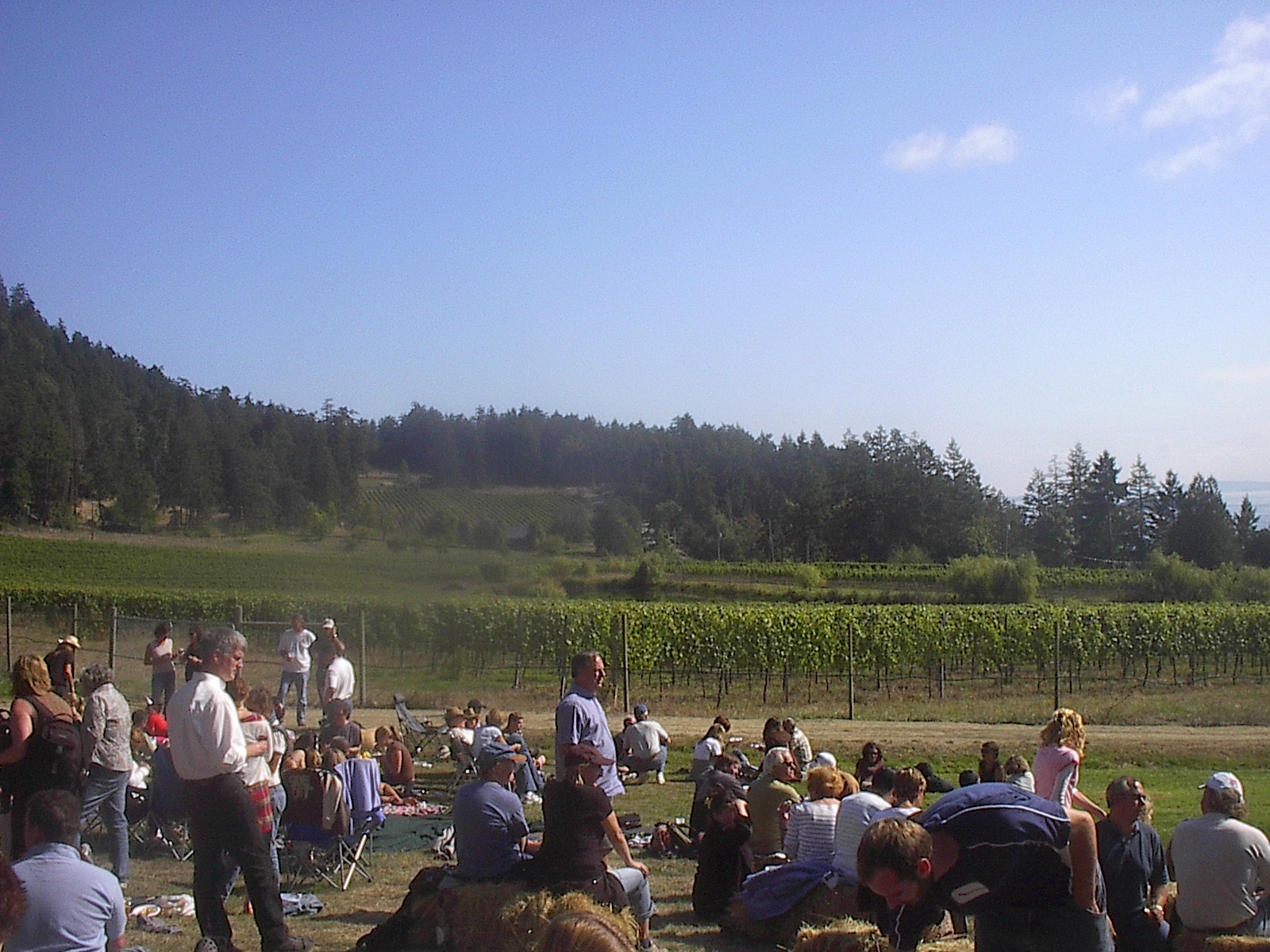
Weinstöcke auf Saturna

Erste Siedler kamen Mitte des 19. Jahrhunderts auf die Insel. Sie nutzten das milde Klima, um Wein anzubauen. Doch kam es mit den Einwohnern zu mitunter tödlichen Konflikten. So kamen Frederick und Carolyn Marcks 1862 bei einer solchen Auseinandersetzung mit Quw'utsun' ums Leben. Daraufhin ermordeten die Besatzungen der Grappler und der Forward fünf Angehörige der Lamalchi.
Die Indianer der Insel wurden in Reservate abgedrängt, wie die Tsawout First Nation, die kleine Reservate auf mehreren Inseln erhielten, von denen eines mit einer Fläche von 145,7 ha auf Saturna liegt. In diesem Reservat Saturna Island 7 leben auch Tseycum. Die McKenna-McBride-Kommission legte Anfang des 20. Jahrhunderts die Grenzen der Reservate in British Columbia erneut fest, wobei die Saanich, zu denen Tsawout und Tseycum gehören, zusammen 360 Acre erhielten. Auch die Tsawwassen, die bei Vancouver leben, rechnen Saturna zu ihrem traditionellen Territorium.
1881 bis 1887 entstand am Ostrand der Insel, am East Point, ein Leuchtturm.

## Parks
Der 2003 eingerichtete Gulf-Islands-Nationalpark, der auf Saturna etwa die Hälfte der Insel einnimmt, erschließt sich, da er vor allem im Zentrum der Insel liegt, nur über die sieben zu Fuß bzw. per Kajak zu erreichenden Campingplätze. Geschützt sind dabei der Lyall Creek, das Gebiet um den McDonald Park Campground, der Mount Warburton Pike, dann die nur tagsüber offenstehenden (day use areas) Gebiete an der Narvaez Bay, am Taylor Point und an der Winter Cove. 
Am East Point befindet sich ein Sammelplatz für Seehunde, und Seelöwen finden sich am Boiling Reef. Hinzu kommen an Meeressäugern Weißflankenschweinswale und ortsfeste Schwertwale, etwa am Boundary Pass. 1977 zählte man 455 Gefäßpflanzen.

## Belege
1. ↑  Gulf Islands National Park Reserve of Canada bzw. Réserve de parc national du Canada des Îles-Gulf
2. ↑  Saturna Island Trust Area Community Profile. Census 2011. In: Statistics Canada. 1. März 2013, abgerufen am 20. Juli 2013 (englisch).
3. ↑  Diana M. Allen, Emilia Liteanu: Modeling the effect of post-glacial sea level change on the saltwater-freshwater interface, Saturna Island, BC. In: geohydro 2011.
4. ↑  Andrew Scott: The Encyclopedia of Raincoast Place Names: A Complete Reference to Coastal British Columbia. Harbour Publishing, Madeira Park, BC Oktober 2009, S. 527 (englisch).
5. ↑  Richard W. Blumenthal: The early exploration of inland Washington waters: journals and logs from six expeditions, 1786-1792, McFarland 2004, S. 59.
6. ↑  Nick Doe: Who named Saturna Island?. In: SHALE 18, April 2008, S. 18–30 (PDF, 1,0 MB).
7. ↑  John Douglas Belshaw: Becoming British Columbia: A Population History of British Columbia, UBC Press 2009, S. 29.
8. ↑  Gulf Islands National Park Reserve.
9. ↑  Harvey Janszen: Vascular plants of Saturna Island, British Columbia, in: Syesis 10 (1977) 85–96, hier: S. 85.